# Gozdowo (gromada w powiecie sierpeckim)
Gozdowo – dawna gromada, czyli najmniejsza jednostka podziału terytorialnego Polskiej Rzeczypospolitej Ludowej w latach 1954–1972.
Gromady, z gromadzkimi radami narodowymi (GRN) jako organami władzy najniższego stopnia na wsi, funkcjonowały od reformy reorganizującej administrację wiejską przeprowadzonej jesienią 1954 do momentu ich zniesienia z dniem 1 stycznia 1973, tym samym wypierając organizację gminną w latach 1954–1972.
Gromadę Gozdowo z siedzibą GRN w Gozdowie utworzono – jako jedną z 8759 gromad na obszarze Polski – w powiecie sierpeckim w woj. warszawskim, na mocy uchwały nr VI/10/19/54 WRN w Warszawie z dnia 5 października 1954. W skład jednostki weszły obszary dotychczasowych gromad Antoniewo, Czarnominek, Dzięgielewo, Golejewo, Gozdowo, Kołczyn, Lisewo Duże, Lisewo Małe, Przybyszewo, Rempin i Rękawczyn ze zniesionej gminy Lisewo oraz obszary dotychczasowych gromad Kowalewo-Boguszyce, Kowalewo-Podborne i Kowalewo-Skorupki ze zniesionej gminy Białyszewo w powiecie sierpeckim, a także obszary dotychczasowych gromad Kuskowo-Bronoszewice i Rycharcice-Gnaty ze zniesionej gminy Lelice w powiecie płockim (woj. warszawskie). Dla gromady ustalono 25 członków gromadzkiej rady narodowej.
1 stycznia 1959 do gromady Gozdowo przyłączono przysiółek Stradzewo ze znoszonej gromady Bonisław w powiecie płockim.
31 grudnia 1959 do gromady Gozdowo przyłączono obszar zniesionej gromady Kurowo w tymże powiecie (bez wsi Ostrowy, Wilkowo, Kręćkowo, Kuniewo, Zglenice Duże, Zglenice Małe i Romatowo-Myszki).
31 grudnia 1961 do gromady Gozdowo przyłączono wieś Czachowo z gromady Proboszczewice Nowe w powiecie płockim w tymże województwie.
Gromada przetrwała do końca 1972 roku, czyli do kolejnej reformy gminnej. 1 stycznia 1973 w powiecie sierpeckim utworzono gminę Gozdowo.